# Kaivosjärvi (Jukkasjärvi socken, Lappland, 749946-173027)
Kaivosjärvi är en sjö i Kiruna kommun i Lappland och ingår i Kalixälvens huvudavrinningsområde. Sjön har en area på 0,0657 kvadratkilometer och ligger 374,2 meter över havet.

## Delavrinningsområde
Kaivosjärvi ingår i det delavrinningsområde (749830-173106) som SMHI kallar för Mynnar i Kalixälvens vattendragsyta. Medelhöjden är 373 meter över havet och ytan är 4,64 kvadratkilometer. Räknas de 7 avrinningsområdena uppströms in blir den ackumulerade arean 55,32 kvadratkilometer. Piilijoki som avvattnar avrinningsområdet har biflödesordning 2, vilket innebär att vattnet flödar genom totalt 2 vattendrag innan det når havet efter 271 kilometer. Avrinningsområdet består mestadels av skog (39 procent) och sankmarker (58 procent). Avrinningsområdet har 0,14 kvadratkilometer vattenytor vilket ger det en sjöprocent på 3 procent.